# Stavertjärnen, Ångermanland
Stavertjärnen är en sjö i Kramfors kommun i Ångermanland och ingår i Nätraån-Ångermanälvens kustområde. Sjön har en area på 0,098 kvadratkilometer och ligger 2 meter över havet.

## Delavrinningsområde
Stavertjärnen ingår i det delavrinningsområde (698825-160281) som SMHI kallar för Rinner mot Kramforsfjärden sek namn. Medelhöjden är 40 meter över havet och ytan är 14,79 kvadratkilometer. Det finns inga avrinningsområden uppströms utan avrinningsområdet är högsta punkten. Avrinningsområdets utflöde mynnar i havet, utan att ha någon enskild mynningsplats. Avrinningsområdet består mestadels av skog (55 procent), öppen mark (14 procent) och jordbruk (22 procent). Avrinningsområdet har 0,09 kvadratkilometer vattenytor vilket ger det en sjöprocent på 0,6 procent. Bebyggelsen i området täcker en yta av 0,41 kvadratkilometer eller 3 procent av avrinningsområdet.